# 良衡厝
良衡厝，又名新壶里新厝，是位于中国福建省福州市闽清县坂东镇新壶村的一个清代古民居建筑，2019年入选第六批闽清县文物保护单位。
良衡厝是新壶古民居群之一，得名于厝主黄良衡之名，最初由里人黄懋莹之妻林氏主持，始建于光绪元年（1875年），历时7年于光绪七年（1881年）落成，坐东北朝西南，土木结构二层半，面宽44米，进深51.5米，平面呈长方形，占地面积2266平方米，保持了闽清县传统民居的结构，书院布局则有别于新壶其他建筑。福建省立科学馆（今福建博物院前身）的创始人黄开绳出生于此。